# Autumn Reeser

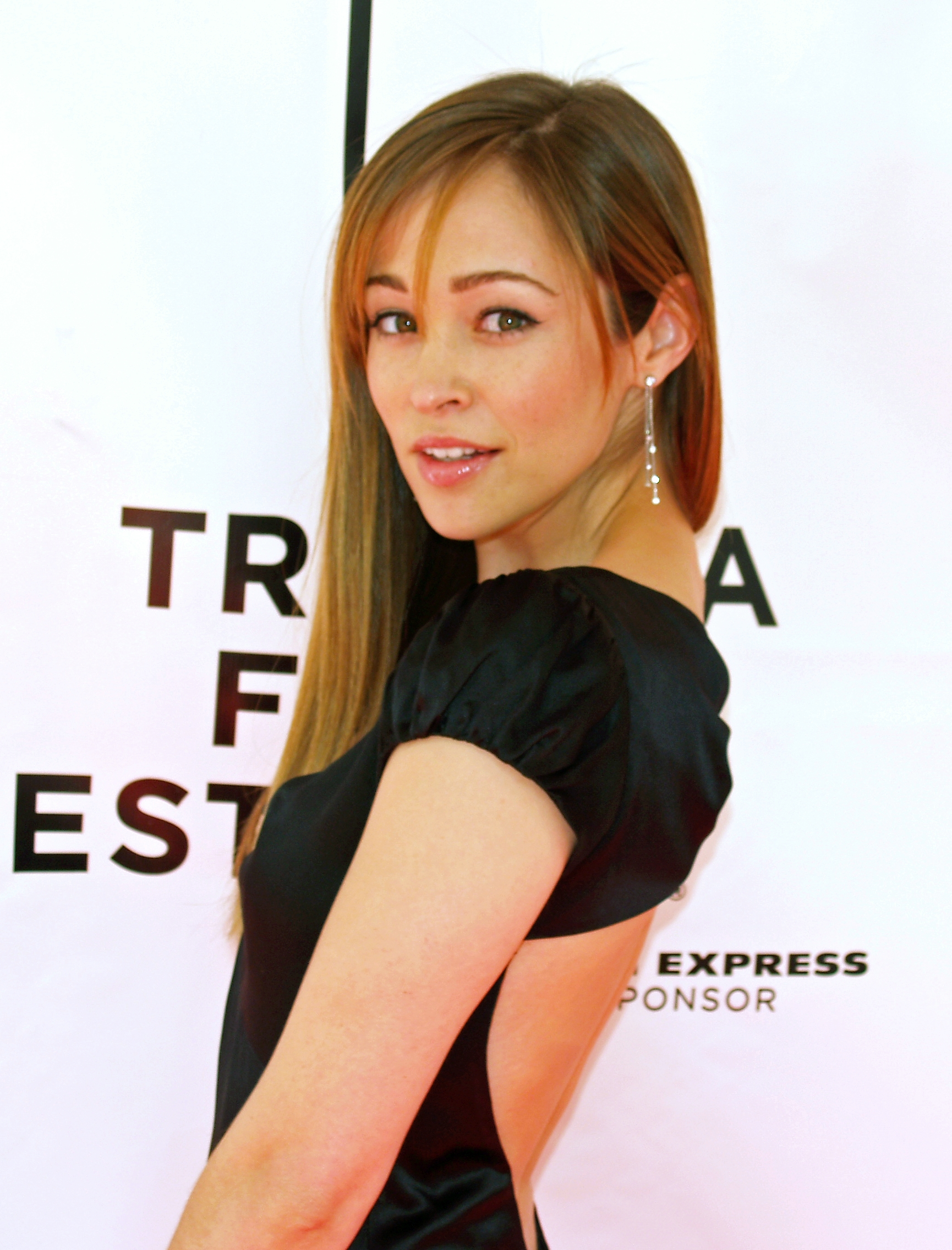
Autumn Reeser (2007)

Autumn Alicia Reeser (* 21. September 1980 in San Diego, Kalifornien) ist eine US-amerikanische Schauspielerin, die in Deutschland vor allem durch ihre Rolle als Taylor Townsend in der Fernsehserie O.C., California bekannt wurde.

## Leben
Reeser wurde in La Jolla, einem Stadtteil San Diegos, geboren. Seit ihrem sechsten Lebensjahr spielte sie in verschiedenen Theaterstücken in ihrer Heimatstadt Carlsbad, Kalifornien. 1998 machte sie ihren Abschluss an der Carlsbad High School und verließ ihre Heimatstadt, um an der UCLA in Los Angeles zu studieren. In ihrem Abschlussjahr wurde sie zur „Homecoming Queen“ gewählt, außerdem war sie Kapitän des Cheerleaderteams. In den Jahren 2002 und 2003 war sie unter anderem in Werbespots für Clean & Clear und Burger King (gemeinsam mit Shaquille O’Neal) zu sehen. 2006 wurde sie von der Zeitschrift Maxim in die Liste der schönsten Frauen der Welt als 57. gewählt.
Von 2009 bis 2014 war Autumn Reeser mit ihrem langjährigen Freund, dem Autor Jesse Warren, verheiratet. Zusammen haben sie zwei Söhne (* 2011 und * 2013).

## Filmografie (Auswahl)
- 1999: Undressed – Wer mit wem? (MTV’s Undressed, Fernsehserie, unbekannte Anzahl)
- 2000: Into the Void
- 2001: Star Trek: Raumschiff Voyager (Star Trek: Voyager, Fernsehserie, Episode 7x22 Ein natürliches Gesetz)
- 2001: Thrills – Enthüllungen der Lust 1 (Thrills, Fernsehserie, Episode 1x02)
- 2001–2004: Keine Gnade für Dad (Grounded for Life, Fernsehserie, 6 Episoden)
- 2002: Die Brady Familie im Weißen Hause (The Brady Bunch in the White House)
- 2002: Meine Familie – Echt peinlich (Maybe It’s Me, Fernsehserie, 2 Episoden)
- 2002: Birds of Prey (Fernsehserie, Episode 1x03)
- 2002–2003: George Lopez (Fernsehserie, 2 Episoden)
- 2003: The Plagiarist (Kurzfilm)
- 2003: CSI: Den Tätern auf der Spur (CSI: Crime Scene Investigation, Fernsehserie, Episode 4x07)
- 2004: The Girl Next Door
- 2004: Cold Case – Kein Opfer ist je vergessen (Cold Case, Fernsehserie, Episode 1x14)
- 2004: Art Thief Musical! (Kurzfilm)
- 2005: Complete Savages (Fernsehserie, 12 Episoden)
- 2005: Our Very Own
- 2005: It’s Always Sunny in Philadelphia (Fernsehserie, Episode 1x02)
- 2005–2007: O.C., California (The O.C., Fernsehserie, 31 Episoden)
- 2006: Americanese
- 2006: My Life… Disoriented
- 2007: Palo Alto
- 2007: Ghost Whisperer – Stimmen aus dem Jenseits (Ghost Whisperer, Fernsehserie, Episode 3x02)
- 2007: Nature of the Beast (Fernsehfilm)
- 2007: The World According to Barnes (Fernsehfilm)
- 2008: Command & Conquer: Alarmstufe Rot 3 (Videospiel)
- 2008: The American Mall (Fernsehfilm)
- 2008: Lost Boys 2: The Tribe (Lost Boys: The Tribe)
- 2008: Pushing Daisies (Fernsehserie, Episode 2x01)
- 2008–2009: Valentine (Fernsehserie, 8 Episoden)
- 2009: Raising the Bar (Fernsehserie, 3 Episoden)
- 2009–2010: Entourage (Fernsehserie, 10 Episoden)
- 2010: The Bannen Way
- 2010: Smokin’ Aces 2: Assassins’ Ball
- 2010: Human Target (Fernsehserie, 2 Episoden)
- 2010–2011: My Superhero Family (No Ordinary Family, Fernsehserie, 20 Episoden)
- 2011: Royal Pains (Fernsehserie, Episode 3x08)
- 2011: The Big Bang
- 2011–2013: Hawaii Five-0 (Fernsehserie, 6 Episoden)
- 2012: Love at the Thanksgiving Day Parade (Fernsehfilm)
- 2012: So Undercover
- 2012: Let the Trumpet Talk (Kurzfilm)
- 2012: Jane by Design (Fernsehserie, Episode 1x08)
- 2012: Possession – Das Dunkle in dir (Possessions)
- 2012–2013: Last Resort (Fernsehserie, 13 Episoden)
- 2013: Dr. Dani Santino – Spiel des Lebens (Necessary Roughness, Fernsehserie, 7 Episoden)
- 2014: Midnight Masquerade (Fernsehfilm)
- 2015: Hart of Dixie (Fernsehserie, Episode 4x10)
- 2015: The Whispers (Fernsehserie, 3 Episoden)
- 2015: Und täglich grüßt der Bräutigam (I Do, I Do, I Do, Fernsehfilm)
- 2015: A Country Wedding (Fernsehfilm)
- 2016: Criminal Minds: Beyond Borders (Fernsehserie, Episode 1x06)
- 2016: Sully
- 2016: Valentine Ever After (Fernsehfilm)
- 2017: Tötet sie! (Kill’em All)
- 2017: Valley of Bones
- 2017: Salvation (Fernsehserie, 3 Episoden)
- 2017: Zombie Shooter (Dead Trigger)
- 2017: A Bramble House Christmas (Fernsehfilm)
- 2017–2018: The Arrangement (Fernsehserie, 10 Episoden)
- 2018: 9-1-1: Notruf L.A. (9-1-1, Fernsehserie, Episode 1x02)
- 2018: Season for Love (Fernsehfilm)
- 2019: Love on the Menu (Fernsehfilm)
- 2019: All Summer Long (Fernsehfilm)
- 2019: Christmas Under the Stars (Fernsehfilm)
- 2020: Weihnachten in Glenbrooke (A Glenbrooke Christmas, Fernsehfilm)
- 2021: The 27-Hour Day (Fernsehfilm)
- 2022: The Legend of La Llorona
- 2022: The Wedding Veil (Fernsehfilm)
- 2022: The Wedding Veil Unveiled (Fernsehfilm)
- 2022: The Wedding Veil Legacy (Fernsehfilm)
- 2022: 4400 (Fernsehserie, Episode 2x01)
- 2022: Always Amore (Fernsehfilm)
- 2023: The Wedding Veil Expectations (Fernsehfilm)
- 2023: The Wedding Veil Inspiration (Fernsehfilm)
- 2023: The Wedding Veil Journey (Fernsehfilm)
- 2023: Beautiful Desaster
- 2024: Junebug (Fernsehfilm)